# 劉益 (管理学教授)
刘益，上海交通大学教授，长期从事营销渠道及供应关系治理大客户关系管理、全渠道战略管理等方面的研究。刘益曾担任西安交通大学教授，曾入选2011年度中国教育部长江学者特聘教授，获得过国务院特殊津贴，还担任中国管理现代化研究会常务理事、中国高校市场学会常务理事、中国市场学会常务理事、《营销科学学报》编委会委员、副理事长。